# Catherine de Bar
Catherine de Bar, en religió Matilde del Santíssim Sagrament, en francès Mechtilde (Saint-Dié-des-Vosges, Lorena, 31 de desembre de 1614 - París, 6 d'abril de 1698) fou una noble francesa, monja i fundadora de les Benedictines de l'Adoració Perpètua del Santíssim Sagrament.

## Biografia
Catherine de Bar nasqué en una família de la petita noblesa de Lorena i era la tercera filla de Jean de Bar i Marguerite de Guillon. Ingressà en 1631 a l'Orde de l'Anunciació de Bruyères. Quan va fer dinou anys, fou nomenada sotspriora del monestir, i l'any segûent priora. La Guerra dels Trenta Anys obligà la comunitat a fugir en 1635 i refugiar-se al monestir de monges benedictines de Rambervillers. Catherine hi conegué millor la Regla de Sant Benet i optà per professar en l'orde benedictí: l'11 de juliol de 1640 hi ingressà prenent el nom de Caterina de Santa Mechtilde (Matilde).
La guerra tornà a fer que hagués de fugir i buscar refugi en altres comunitats, com Saint-Mihiel. Influïda per l'escola francesa d'espiritualitat, de la qual formà part, Caterina va anar accentuant la devoció envers l'eucaristia i el Santíssim Sagrament, en la línia catòlica i com a reacció a les propostes del jansenisme i va prendre el nom de Mechtilde del Santíssim Sagrament. En 1641 arribà a París i fou acollida, per la intercessió de Vicenç de Paül, per Marie de Beauvilliers, abadessa reformadora de la comunitat de Montmartre. L'any següent coneix Laurence de Budos, abadessa de la Trinitat de Caen i també de la línia reformista de la disciplina monàstica; ambdues volien que Mechtilde es quedés a la seva comunitat, però ella no tenia més desig que reunir la comunitat dispersa de Rambervillers.

### Fundació de la congregació de l'Adoració Perpètua
Amb aquest objectiu, l'agost de 1643 s'instal·là prop de París, on inicia una comunitat benedictina on aplica la regla amb gran rigor i austeritat. En 1650, l'amenaça de la guerra fa que torni amb cinc companyes a París, on passaran moltes privacions fins que, mercès als contactes de Mechtilde, algunes dones nobles comencen a donar-los el seu suport. A partir de llavors, Mechtilde vol fundar una comunitat reformada on la regla s'apliqui com venien fent, i on les monges, a més dels deures propis de les benedictines, també farien adoració perpètua del Santíssim. Mentrestant, la reina Anna d'Espanya, regent llavors del seu fill Lluís XIV de França i que havia prohibit les noves fundacions monàstiques, havia encarregat l'abat Picoté de fer un vot propiciatori per salvar el seu fill dels perills de la guerra civil de la Fronda; Picoté, en nom de la reina, feu vot d'erigir un monestir on es fes adoració continuada del Santíssim Sagrament per expiar els sacrilegis que la guerra havia provocat. El mateix abat proposà que la fundació fos encarregada a Mechtilde del Santíssim Sagrament, llavors priora de les benedictines exiliades de Rambervillers a París.
La reina acceptà la proposta i el 25 de març de 1653 es fundà el monestir a la Rue du Bac, creant-se la nova congregaciço de Monges Benedictines de l'Adoració Perpètua del Santíssim Sagrament. El 12 de març següent es traslladaren a la Rue de Férou, amb una cerimònia solemne a la qual assistí la reina. Mechtilde n'era la superiora, però mai no volgué més títol que el de priora, i l'agost de 1654, ella mateixa nomenà la Mare de Déu abadessa perpètua de la nova congregació.
Fundà deu monestirs entre 1666 i 1696: set fundacions i tres afiliacions de comunitats ja existents. A partir d'elles, va tenir la idea de crear una nova congregació d'espiritualitat benedictina. Obtinguda l'aprovació pontifícia el 29 de maig de 1668, hagué d'enfrontar-se a alguns bisbes gal·licans que s'hi oposaren.
Morí el 6 d'abril de 1698. Va deixar diverses obres escrites de caràcter espiritual. Entre elles la regulació dels ritus i pràctiques que garantís la unitat del nou orde, que publicà com a cerimonial en diverses parts, en 1668 i 1671. En 1683 publicà un recull d'escrits espirituals sota el títol de Le véritable esprit des religieuses Adoratrices Perpétuelles du Très-Saint-Sacrement de l'autel, que va tenir diverses reedicions. En 1686 edità els Exercices spirituels ou la pratique de la règle de Benoit. Restà inèdit, i es publicà en 1833, La journée des Filles du Très-Saint-Sacrement i més de tres mil cartes, publicades només en part.